# Diego Molero Bellavia
Diego Alfredo Molero Bellavia (Santa Ana de Coro, Falcón, 12 de enero de 1960) es un militar en retiro, político y diplomático venezolano, quien cumplió funciones como comandante general de la Armada Bolivariana de Venezuela, ministro de Defensa y embajador de Venezuela en Perú.

## Carrera militar
Molero nació en la población de Santa Ana de Coro, del estado Falcón. Egresó de la Escuela Naval de Venezuela en 1982 (actual Academia Militar de la Armada Bolivariana),  con la promoción Contralmirante José Ramón Yépez. Ocupó el puesto 53 de 56 egresados. Además de los estudios propios de su especialidad, se preparó en el área de Guardacostas para el control del tráfico marítimo, interdicción y control de derrames petroleros en el mar; adicionalmente a esto efectuó la maestría en Ciencias Administrativas en la Universidad Central de Venezuela.
Entre las responsabilidades que asumió a la orden de la Fuerza Armada Nacional Bolivariana destacan: Jefe de la División de Inteligencia del Comando de la Unidad de Seguridad y Apoyo (1982), Comandante del Primer Pelotón de la Segunda Compañía de la Unidad Táctica Miranda (1985), Jefe del Departamento de Servicios Generales del Centro de Adiestramiento de la Infantería de Marina (1987), Comandante de la Primera Compañía de Fusileros de la Unidad táctica Sucre (1988), Comandante de la Segunda Compañía de Cuerpo de la Escuela de Suboficiales (1989).
Trabajó en el Regimiento Guardia de Honor de la Casa Militar (1989) y fue Comandante de Compañía Husares de la Guardia (1990). Más tarde fue Comandante de la Estación Secundaria de Guardacostas Los Roques (1993) y Comandante de la Unidad de Adiestramiento Fluvial (1996), así como también Comandante del Cuartel General de la Armada (1999). En 2002 fue Jefe de la División de Búsqueda y Salvamento del Ministerio de la Defensa (2002). En 2004 pasó a ser Director de Operaciones.
También para 2004 fue director de Contrainteligencia, Inteligencia y Comandante Naval de Inteligencia, hasta llegar al cargo de director de la Escuela Básica de la Fuerza Armada Nacional (2007) y comandante de la Región Estratégica de Defensa Integral, responsabilidad que ejerció en principio en forma simultánea con la de comandante general de la Armada Bolivariana.
A finales del año 2012 fue designado por el presidente Chávez como ministro del Poder Popular para la Defensa. En diciembre de ese mismo año el presidente le confirió el grado de Almirante en Jefe, convirtiéndose así en el primer oficial en ostentar este grado en la historia de Venezuela.
El 6 de marzo de 2013, un día después de la muerte de Hugo Chávez, Molero llamó al pueblo venezolano 'a votar por Nicolás Maduro para darles en la madre a esos fascistas', con lo que se refería a la oposición. Esto fue fuertemente criticado por la oposición.
El 21 de abril de 2013 Molero Bellavia fue ratificado en el cargo de Ministro del Poder Popular para la Defensa por el nuevo Presidente Nicolás Maduro Moros y juramentado al día siguiente en un acto celebrado en el Teatro Teresa Carreño de Caracas, como parte del nuevo equipo de gobierno del Primer Mandatario Nacional.
A mediados del 2021 se postula a la gobernación del Estado Falcón, en las elecciones primarias abiertas del Partido Socialista Unido de Venezuela buscando derrotar al candidato a la reelección Víctor Clark. Molero quedó en tercer lugar, y obtuvo el 2,66% de los votos.

## Vida como embajador
Fue asignado embajador de Venezuela en Brasil, el 7 de julio de 2013 por el presidente Nicolás Maduro. Y desde octubre de 2014 es embajador en el Perú, hasta que fue expulsado el 11 de agosto de 2017 por el gobierno de Perú por recomendanción del Congreso. 
El gobierno de Perú ordenó el 11 de agosto de 2017, la expulsión de su territorio del embajador de Venezuela, Diego Alfredo Molero Bellavia.
A través de un comunicado, el Ministerio de Relaciones Exteriores dijo que su decisión responde a "la ruptura del orden democrático en Venezuela". Las autoridades le dieron un plazo de cinco días a Molero Bellavia para que abandone el país. 
La situación política en Venezuela ha generado una confrontación diplomática entre Lima y Caracas en los últimos meses, la cual se ha agravado tras la instauración de la Asamblea Nacional Constituyente (ANC) venezolana a principios de agosto de 2017.

## Reconocimientos
El almirante Molero Bellavia ha sido condecorado con las siguientes preseas: Medalla Naval Almirante Luis Brión, Orden Militar General Rafael Urdaneta en su Tercera y Segunda Clase, Orden Francisco Javier García de Hevia en su Tercera Clase, Medalla de las Naciones Unidas, Orden Francisco de Miranda en su Tercera Clase, Orden del Libertador en el Grado de Oficial, Cruz de las Fuerzas Terrestres, Medalla Servicios Distinguidos del Ministerio de la Defensa, Orden al Mérito de Inteligencia Militar y otras.
| Predecesor: Henry Rangel Silva | Ministro de Defensa 29 de octubre de 2012 - 5 de julio de 2013 | Sucesor: Carmen Teresa Meléndez Rivas |